# Jonny Greenwood Is the Controller
Jonny Greenwood Is the Controller — музична збірка, створена гітаристом Radiohead Джонні Ґрінвудом і випущена на лейблі Trojan Records. Реліз відбувся на честь 40-річчя лейблу Trojan Records, він містить улюблені реґі та даб-треки Ґрінвуда, від таких виконавців, як Лі «Скретч» Перрі, Джо Гіббса та Лінвала Томпсона. Назва відсилає до треку Томпсона «Dread Are the Controller».
Обкладинка альбому створена художником Radiohead Стенлі Донвудом. Збірка отримала позитивні відгуки від критиків.

## Трек-лист
1. «Dread Are the Controller» – Лінвал Томпсон
2. «Let Me Down Easy» – Деррік Герріотт
3. «I'm Still in Love (12» mix)" – Марсія Ейткен
4. «Never Be Ungrateful (12» mix)" – Грегорі Айзекс
5. «Bionic Rats» – Лі Перрі
6. «Cool Rasta» – The Heptones
7. «Flash Gordon Meets Luke Skywalker» – Scientist & Кінг Джеммі & The Roots Radics
8. «Black Panta» – Лі Перрі & The Upsetters
9. «Fever» – Джуніор Байлс
10. «Beautiful and Dangerous» – Десмонд Деккер & the Aces
11. «Dread Dub (It Dread Out Deh Version)» – Lloyd's All Stars
12. «Gypsy Man» – Марсія Гріффітс
13. «A Ruffer Version» – Джонні Кларк & the Aggrovators
14. «Right Road to Dubland (Right Road to Zion Dub)» – The Jahlights
15. «Dreader Locks» – Джуніор Байлс & Лі Перрі
16. «This Life Makes Me Wonder» – Делрой Вілсон
17. «Clean Race» – Scotty